# Dysmathia glaucina
Dysmathia glaucina är en fjärilsart som beskrevs av Hans Ferdinand Emil Julius Stichel 1928. Dysmathia glaucina ingår i släktet Dysmathia och familjen Riodinidae. Inga underarter finns listade i Catalogue of Life.